# Muiderbergbrug
De Muiderbergbrug (brug 989) is een vaste brug in Amsterdam-Noord.
De voet- en fietsbrug ligt in het verlengde van Markengouw in Nieuwendam. De brug dateert uit 1968/1969 en bestaat uit beton (een betonnen overspanning, betonnen pijlers, betonnen landhoofden) met blauw geschilderde stalen balustrades. Deze kleur komt in deze buurt vaker voor. 
Tijdens de oplevering van de brug liep het fietspad hier nog dood. Ze leidt inmiddels naar de Zuiderzeeweg, die hier vanwege veiligheid en leefbaarheid een (soms ongelijkvloerse) scheiding tussen snel- en traagverkeer heeft. Dit bleek niet overal waar het toegepast werd even gewenst, maar hier is het bittere noodzaak. Het verkeer hier maakt zich klaar om in te voegen op de Rijksweg 10 (rondweg Amsterdam en niet toegestaan voor fietsers) of komt er net vanaf. Origineel zou het hier nog veel drukker zijn geworden. In het rijkswegenplan van 1958 zou hier een aansluiting komen te liggen van een snelweg naar de Markerwaard, maar zowel de polder als de snelweg kwam niet verder dan de tekentafel. Blikvanger rond de brug is de zestien etages hoge Hilversumflat aan de Hilversumstraat, sinds 2010 eigendom van Woningstichting Rochdale. 
Tijdens de oplevering van de brug liep ze uit op een klein parkje ten zuiden van de brug. Hier lagen toen de aardwallen van de rijksweg al, zonder dat er uitzicht was op wanneer die voltooid zou worden. Het zou meer dan 10 jaar duren voordat de ringweg die taak van de Zuiderzeeweg zou overnemen.
Het ontwerp is afkomstig van Dirk Sterenberg van de Dienst der Publieke Werken, die meer dan 170 bruggen voor Amsterdam ontwierp.
In de jaren tien zijn er plannen gemaakt om de hele wijk grondig te vernieuwen. Er zijn plannen voor sloop en nieuwbouw. De aanzienlijk deel van de nieuwbouw zou ten zuiden van de brug geplaatst worden. Het fietspad zou bij al die vernieuwingen een fietspad blijven; het maakt onderdeel uit van het fietsnet van Nieuwendam-Noord. 
De brug ging bijna vijftig jaar anoniem door het leven, alleen aangeduid met haar nummer 989. In 2016/2017 kon de burgerij voorstellen indienen tot naamgeving van die anonieme bruggen. De gemeente keurde in maart 2017 de inzending voor een vernoeming naar het plaatsje Muiderberg goed, meerdere straten in de wijk zijn vernoemd naar plaatsen in Noord-Holland. Voor de binding met de stad (een vereiste voor vernoeming) werd opgegeven, dat veel Amsterdammers Muiderberg bezochten tijdens kleine tripjes.
De brug heeft qua ontwerp een zusje in de brug 980, eveneens gelegen in Markengouw.

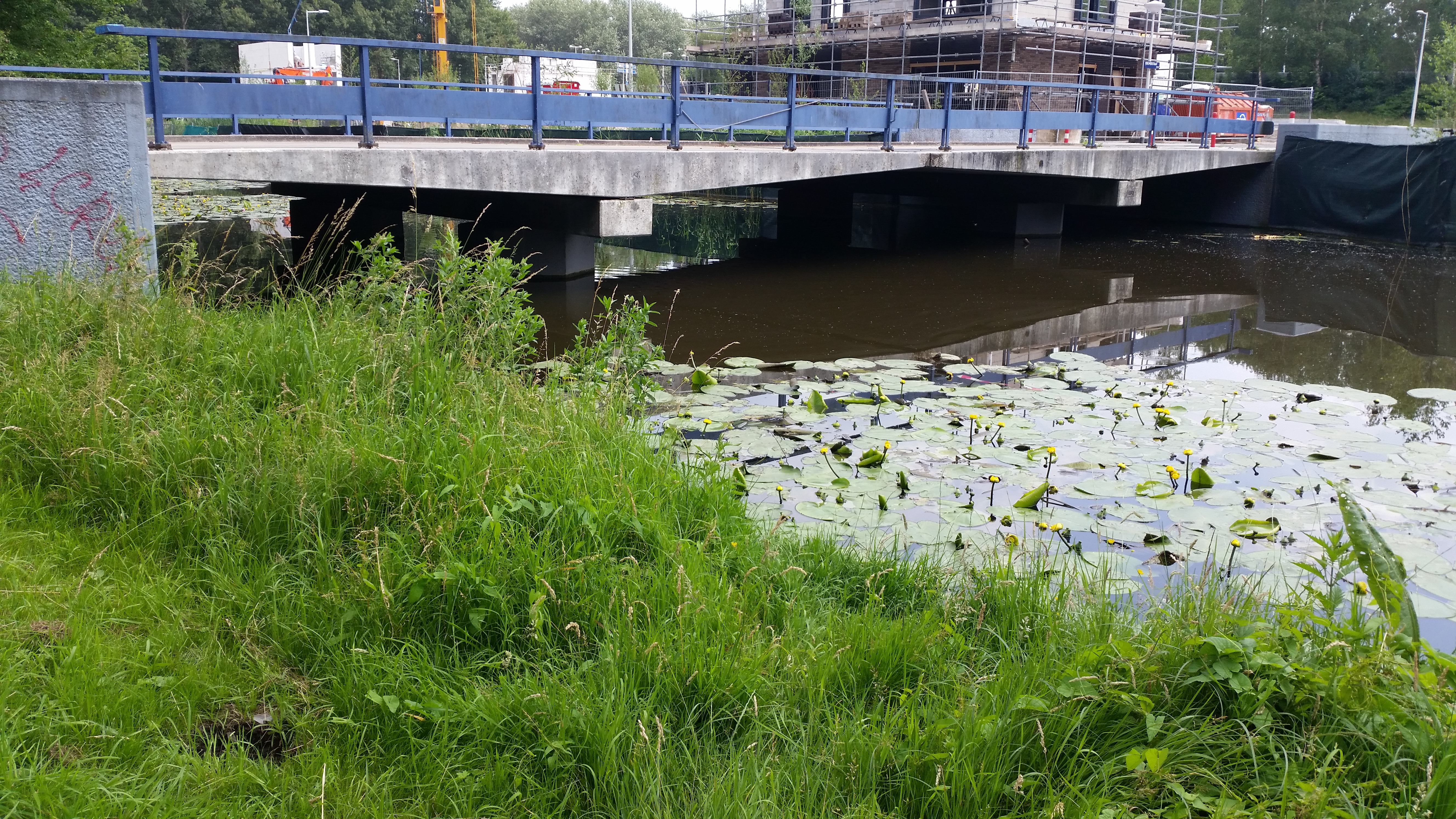
Muiderbergbrug, zijaanzicht (juni 2018)

<<< · 900 · 901 · 904 · 905 · 906 · 907 · 908 · 909 · 912 · 913 · 914 · 915 · 916 · 917 · 918 · 919 · 920 · 923 · 924 · 930 · 932 · 933 · 934 · 935 · 936 · 937 · 939 · 943 · 944 · 945 · 946 · 947 · 948 · 949 · 950 · 951 · 952 · 953 · 954 · 956 · 957 · 958 · 959 · 960 · 961 · 962 · 963 · 964 · 965 · 966 · 967 · 968 · 970 · 971 · 972 · 973 · 974 · 975 · 978 · 979 ·  980 · 981 · 984 · 985 · 986 · 987 · 988 · 989 · 990 · 991 · 992 · 993 · 994 · 995 · 996 · 997 · 998 · 999 · >>>
Brugnummers  902, 903, 910, 911, 920, 921, 922, 925, 926, 927, 928, 929, 931, 937, 938, 940, 941, 942, 955, 969, 976, 977, 982, 983 zijn niet (meer) vergeven.